# 魔法遊戯
『魔法遊戯』（まほうゆうぎ）は、2001年11月16日より2002年5月3日までの間にてライコスジャパンで配信されたWebアニメ。3D版（3次元コンピュータグラフィックス）と2D版（いわゆる通常のアニメ）が存在する。キャラクターデザインはあずまきよひこ。2D版の正式なタイトルは『魔法遊戯 飛び出す!!ハナマル大冒険』。3D版は全1話。2D版は全24話。
2D版はその後キッズステーションや地方民放にて放送されている。

## あらすじ
3D版

2D版
舞台はスイートランドと呼ばれる世界。主人公パドドゥがピピン、ミュミュと共に各地を冒険し魔女っ娘になるためのハナマルを集めて回るストーリー。

## 登場人物
パドドゥ
声 - 徳永愛
本作の主人公。辺境のシーヘブン出身の12歳。赤髪のショートヘアーで、水の魔法を得意とする。常にマスコット兼非常食の魚吉を身にまとっている。身長140cm。
魚吉
声 - 立木文彦
パドドゥのマスコット兼非常食。受難キャラ。
ミュミュ・ピステリカ
声 - 村井かずさ
ハナマルを12個所有する優秀な魔女っ娘候補生。褐色肌の金髪のロングヘアーで、普段の言葉遣いとは裏腹に腹黒い性格を持つ。衣服は旅の途中で奪われた（本人談）ためお供のネコ2匹を身にまとっている。靴と手袋は着ており、へそ出し。一人称は「わたし」で女の子口調。パドドゥの前では「わたくし」でですます口調になる。13歳。スイートランド出身である。身長155cm。
ピピン・ラシップ
声 - 島涼香
パドドゥのライバル。青髪のショートヘアーで、パドドゥが1つだけ持っているハナマルを取り戻すためにパドドゥを追い回す。バニーガールのコスチュームに不思議なウサギのバッグ、セキネくんを背負っている。13歳。身長150cm。
ノノノン
声 - サエキトモ
シーヘブン出身の指名手配犯。復讐のためにプリルンを狙っている。相棒はサメのシュモ吉であったが戦いで命を落としてしまい現在はいない。
プリルン
声 - 皆口裕子
スイートランドの女王。高貴な振る舞いを見せるがミュミュと同じように内面は腹黒い。
ズッキーニ・カッコカーリ
声 - 小林由美子
プリルンの配下。彼女の命令によりミュミュとノノノンを狙うがミュミュの魅力に弱くたびたび失態を犯す。
ケチャップ
声 - 永田亮子
スイートランドの褐色肌の警察官。指名手配犯であるノノノンを追うなど一応の仕事はこなしている。郷土料理であるキンメポンスの煮付けが好き。
マスタード
声 - 加藤奈々絵
スイートランドの褐色肌の警察官。ケチャップより後に配属されたようでケチャップを先輩と呼んでいる。同じく郷土料理であるヘケサモケサを使った料理が好き。

## スタッフ
特記のないものは、3D版・2D版共通。
- 企画 - 大月俊倫、笹路民親、三浦亨
- 原案・監督 - 林宏樹
- 脚本（3D版） - 倉田英之
- 構成（2D版） - 大野木寛
- キャラクターデザイン - あずまきよひこ
- サブキャラクターデザイン（2D版） - 日下部智津子
- 美術設定（3D版） - 須江信人、吉田理恵
- 美術監督（2D版） - 須江信人
- 色彩設計（2D版） - 日比智恵子
- コンポジットティレクター - 青木武
- 編集 - 山森重之
- 音響監督 - 亀山俊樹
- 音楽 - 長岡成貢
- 音響制作 - オムニバスプロモーション
- 音楽制作 - スターチャイルドレコード
- プロデューサー - 島村達夫、福井政文、森山敦
- アニメーション制作プロデューサー - 吉田悟
- アニメーション制作 - AIC
- 製作 - マジカランド魔法組合（IMAGICA、KINGRECORD）

## 主題歌
エンディングテーマ「Catch Your Dream」（3D版）
作詞・作曲・編曲 - 松浦有希 / 歌 - 徳永愛
オープニングテーマ「Pa・Pa・Do・Wa」（2D版）
作詞 - 牧穂エミ / 作曲・編曲 - 長岡成貢 / 歌 - 徳永愛
エンディングテーマ「また明日」（2D版）　
作詞 - 牧穂エミ / 作曲・編曲 - 長岡成貢 / 歌 - 徳永愛

## 2D版各話リスト
| 話数       | サブタイトル                 | 脚本     | 絵コンテ | 演出       | 作画監督       |
| ---------- | ---------------------------- | -------- | -------- | ---------- | -------------- |
| 第一話     | 魚の降る日                   | 大野木寛 | 林宏樹   | 林宏樹     | うめつゆきのり |
| 第二話     | 虹の道                       | 大野木寛 | 林宏樹   | あおきえい | 日下部智津子   |
| 第三話     | ノノノン                     | 大野木寛 | 林宏樹   | 林宏樹     | 佐藤道雄       |
| 第四話     | 過ぎ去りし友情               | 大野木寛 | 林宏樹   | 林宏樹     | 佐藤道雄       |
| 第五話     | おお胃なる日                 | 大野木寛 | 義野利幸 | 小柴純弥   | 波風立流       |
| 第六話     | ケチャップとマスタード       | 大野木寛 | 吉田英俊 | 吉田英俊   | 佐藤道雄       |
| 第七話     | 魚吉の受難                   | 大野木寛 | 林宏樹   | 林宏樹     | 恩田尚之       |
| 第八話     | 迷って、すべって、転がって   | 大野木寛 | 義野利幸 | 小柴純弥   | 波風立流       |
| 第九話     | セキネくんの秘密             | 大野木寛 | 秋山勝仁 | 秋山勝仁   | うめつゆきのり |
| 第十話     | ドイン人の花園               | 大野木寛 | 榎本明広 | 榎本明広   | 日下部智津子   |
| 第十一話   | マスタードとケチャップ       | 大野木寛 | 吉田英俊 | 吉田英俊   | 佐藤道雄       |
| おまけ篇   | パハーラの戦い 前編          | 大野木寛 | 日野弘美 | 日野弘美   | 日下部智津子   |
| 第十二話   | ズッキーニ大作戦             | 大野木寛 | 別所誠人 | 別所誠人   | 小船井充       |
| 第十三話   | 商店街は永遠に               | 大野木寛 | 林宏樹   | 林宏樹     | 佐藤道雄       |
| 第十四話   | 魚吉を食べる日 その1         | 大野木寛 | 義野利幸 | 小柴純弥   | 波風立流       |
| 第十五話   | 魚吉を食べる日 その2         | 大野木寛 | 義野利幸 | 小柴純弥   | 波風立流       |
| 第十六話   | 星に願いを                   | 桑畑絹子 | 別所誠人 | 別所誠人   | 別所誠人       |
| おまけ篇   | バハーラの戦い 中篇          | 大野木寛 | 日野弘美 | 日野弘美   | 日下部智津子   |
| 第十七話   | サード・ディメンションの戦い | 大野木寛 | 林宏樹   | 林宏樹     | 古田誠         |
| 第十八話   | 三択の女王                   | 桑畑絹子 | 別所誠人 | 井上修     | 古池敏也       |
| 第十九話   | 昭和は遠くなりにけり         | 大野木寛 | 吉田英俊 | 吉田英俊   | 日下部智津子   |
| 第二十話   | ノノノンとプリルン           | 大野木寛 | 吉田英俊 | 吉田英俊   | 佐藤道雄       |
| 第二十一話 | 魚吉が盗まれた!?             | 桑畑絹子 | 日野弘美 | 井上修     | 佐々木文雄     |
| おまけ篇   | バハーラの戦い 完結篇        | 大野木寛 | 日野弘美 | 日野弘美   | 日下部智津子   |

## 放送局
| 放送地域 | 放送局             | 放送期間            | 放送日時     |
| -------- | ------------------ | ------------------- | ------------ |
| 兵庫県   | サンテレビ         | 2002年7月5日 - 11月 | 金曜 7:30 -  |
| 京都府   | KBS京都            | 2002年7月6日 - 11月 | 土曜 8:00 -  |
| 神奈川県 | tvk                | 2002年7月6日 - 11月 | 土曜 10:30 - |
| 埼玉県   | テレ玉             | 2002年7月6日 - 11月 | 土曜 11:30 - |
| 日本全域 | キッズステーション | 2002年7月 - 11月    | 木曜 24:00 - |

2009年にAT-X、BS11でも放送。

## 漫画
- 『AICコミックLOVE』のvol.7（2000年）およびvol.8（2001年）に、アニメ配信に先立ち掲載された。著者はよしのよしたか。掲載誌休刊のため2話で終了した。
- 『月刊コミック電撃大王』（メディアワークス）で2001年11月号から2002年8月号にわたって連載された。著者は桂遊生丸。同社から単行本全1巻が刊行されている。　ISBN 4-8402-2211-8